# Дебу, Александр Осипович
Александр Осипович (Иосифович) Дебу (1802—1862) — русский генерал, участник покорения Кавказа и Туркестанских походов.

## Биография
Александр Осипович (Иосифович) был из дворян Санкт-Петербургской губернии, сын тайного советника и сенатора Иосифа Львовича Дебу.
В службу вступил подпрапорщиком 16 июня 1812 г. в Казанский (Кабардинский) пехотный полк, где был 1 июня 1815 г. произведён в прапорщики и 11 ноября следующего года был уволен от службы подпоручиком. 24 апреля 1820 г. вновь определён на службу прапорщиком в Тенгинский пехотный полк.
В 1824 и 1825 годах Дебу участвовал в боях против горцев и за отличие был произведён в подпоручики, поручики и штабс-капитаны с награждением годовым окладом жалованья и серебряной медалью. 30 января 1829 г. он был назначен старшим адъютантом в штаб Оренбургского отдельного корпуса и за отличие по службе 1 марта 1832 г. переведён в лейб-гвардии Литовский полк поручиком, где и дослужился до чина капитана. С началом экспедиции генерал-адъютанта Перовского в Хиву в 1839 году, Дебу был назначен походным штаб-офицером Хивинской экспедиции, во время которой успел заслужить расположение генерал-адъютанта Перовского и в числе немногих представлен к награде, был произведён в полковники и получил Высочайшее благоволение. В мае 1841 г. он вернулся к своему полку в Варшаву, а 17 апреля 1844 г. был переведен на Кавказ в Эриванский карабинерный полк, с которым в составе Лезгинского отряда участвовал в делах против горцев и за храбрость был награждён орденом св. Георгия 4-й степени (17 октября 1845 г., (№ 7377 по списку Григоровича — Степанова) и золотой полусаблей с надписью «За храбрость» и орденом св. Анны 2-й степени.
7 марта 1846 года был назначен командиром Грузинского гренадерского полка, а 8 августа 1849 г. за отличие в делах Лезгинского отряда против горцев произведён в генерал-майоры. В 1851 г. он был назначен начальником 1-го отделения Черноморской береговой линии и с 5 по 14 ноября и с 12 по 18 декабря, участвуя в перестрелке с горцами, он удачным нападением, разбил их сильные скопища, за что и был награждён орденом св. Станислава 1-й степени. В 1852 и 1853 гг. все время находился в делах против Натухаевцев, заслуживая не раз Высочайшие благоволения. В 1855 г. Дебу был назначен командиром 2-й бригады 19-й пехотной дивизии и начальником правого фланга Кавказской линии. Все это время с 1853 г. генерал-майор Дебу непрерывно находился в боях и стычках с горцами и во время Восточной войны был в делах с турками, и за отличие и целый ряд побед над неприятелем он был произведён 12 апреля 1859 г. в генерал-лейтенанты.
Осложнения со стороны Бухары и Коканда на Сыр-Дарьинской линии заставили Дебу оставить Кавказ и перенестись в Туркестанские степи, куда он и был назначен командующим Сыр-Дарьинской линией 3 мая 1859 г., где, под его начальством, русские войска не раз одерживали победы над кокандцами, а 25 сентября была взята штурмом кокандская крепость Яны-Курган, причём трофеями боя были 2 знамени, 11 фальконетов, 40 нарезных и 30 гладкоствольных ружей и много других военных доспехов. Этот успех положил основание для дальнейшего успешного завоевания Средней Азии. Деятельность Дебу в Туркестане много способствовала научным экспедициям русских учёных.
Умер Александр Осипович (Иосифович) Дебу в Джулеке, на занимаемой им должности в сентябре 1862 г.

## Семья
Жена — Александра Михайловна Дебу (в девичестве Гаславская) (1815-02.12.1889).
Их дети:
Николай (25.04.1832, Уфа — ?). Восприемниками при крещении были Осип Львович Дебу и коллежского советника Саввы Фёдоровича Осоргина жена Евгения Григорьевна, Оренбургского уланского полка юнкер Александр Михайлович Гаславский и тайного советника Льва Дебу дочь девица Роза Львовна, а также надворный советник Александр Егорович Лентовской и генерал-майорша Аграфена Моисеевна Чуйкевичева.
Василий (20.01.1834 — около 1904, Ново-Пышма, Пермской губ.). 1-м браком женат на Елизавете Михайловне Осоргиной (02.04.1839 — 12.07.1874), в браке с Елизаветой Михайловной имел 5 детей: Александр, Михаил, Ольга, Людмила, Владимир; 2-м браком женат на Софии Валериановне Синицыной (27.07.1857, Санкт-Петербург — ?), в браке с которой имел 5 детей: Владимир (08.02.1881, Санкт-Петербург — 16.11.1935, Иркутск), Андрей (15.04.1882, Санкт-Петербург — 1946), Георгий, Евгения и Вячеслав.
Павел (29.06.1838 — 17.02.1917, Петроград). Был холост, детей не имел. Вследствие убийства Государя Императора Александра II, 1 марта 1881 года, помутился рассудком и попал в дом призрения душевнобольных.
Григорий (? — 13.01.1894, Санкт-Петербург).
Юлия (1843 — 13.12.1905, Одесса). Была замужем за Леонардом Карловичем фон Гартманом. Сын: Александр (02.10.1861, Санкт-Петербург — ?), был крещён в Исаакиевском соборе Санкт-Петербурга. Брак расторгнут по решению Синода от 11 сентября 1869 года.
Мария (25.03.1849, Тифлис — 03.02.1906, Одесса). Восприемниками при крещении были Наместник Кавказский, генерал-адъютант князь Михаил Семёнович Воронцов и жена помощника Начальника Главного Штаба войска на Кавказе, Свиты Его Величества генерал-майора Ивана Ивановича Гогеля, Мария Дмитриевна (урождённая Есакова). Крещение проходило в Тифлисском Корпусном Николаевском Соборе. Муж Марии Александровны — тайный советник, хирург, главный врач Максимилиановской больницы в Санкт-Петербурге Иван Мартынович Барч (1831—1890), который в 1872 году делал операцию дочери писателя Ф. М. Достоевского. Детей не имели.